# Kirill Kolesničenko
Kirill Aleksandrovič Kolesničenko (in russo Кирилл Александрович Колесниченко?; Kamyšin, 31 gennaio 2000) è un calciatore russo, attaccante del Surchan Termez.

## Caratteristiche tecniche
È un'ala sinistra.

## Carriera

### Club
Cresciuto nel settore giovanile del Čertanovo, debutta in prima squadra il 30 maggio 2016 in occasione dell'incontro di terza divisione pareggiato 1-1 contro il Lokomotiv Liski.
Il 17 marzo 2018 esordisce in Prem'er-Liga giocando con lo SKA-Chabarovsk il match perso 3-0 contro l'Ural.

### Nazionale
Ha giocato nelle nazionali giovanili russe Under-16, Under-17, Under-18 ed Under-19.